# 363

## Decese
- 26 iunie: Iulian Apostatul, împărat roman, din 361 (n. 331)